# Хималаји
Хималајски масив или Хималаји (санскрит: हिमालय himalayah - снежно боравиште; од hima - снег и aalaya - боравиште) су планински венац у Азији, који раздваја Индијски подконтинент од платоа Тибета. На Хималајима се налази највиши планински врх на Земљи Монт Еверест. Такође, то је назив великог планинског система који укључује Каракорум, Хиндукуш, као и друге, мање, венце који се протежу из Памирског чвора. Заједно, хималајски планински систем је уједно највиши на планети и дом највиших светских врхова, међу којима су Монт Еверест и К2. Како би се схватила огромна размера овог планинског венца, треба се присетити да је Аконкагва у Андима са 6.962 m највиши врх ван Азије, док хималајски систем обухвата преко 100 планинских врхова изнад 7.200 м, односно свих 14 изнад 8.000 м.
Подигнут услед субдукције индијске тектонске плоче под евроазијску плочу, хималајски планински венац се простире у правцу од запада-северозапада до истока-југоистока у луку дугом 2400 km. Његова западни крај, Нанга Парбат, лежи непосредно јужно од најсевернијег савијања реке Инд. Његов источно крај, Намча Барва, је непосредно западно од великог савијања реке Јарлунг Цангпо (узводно од реке Брамапутра). Хималајски ланац се граничи на северозападу са Каракорум и Хиндукуш ланцима, на северу, ланац је одвојен од Тибетанског платоа са 50—60 km (31—37 mi) широком тектонском долином која се назива Инд-Цангпо шавом. Ка југу је лук Хималаја опасан веома ниском Индо-ганшком низијом. Ланац варира у ширини од 350 km на западну (пакистан) до 150 km на истоку (Аруначал Прадеш). Хималаји се јасно разликују од других великих ланаца централне Азије, мада се понекад термин Хималаји (или шири Хималаји) користи у слободном смислу тако да обухвата Каракорума и неке друге ланце.
Хималаје насељава 52,7 милиона људи и они се пружају кроз пет држава Пакистан, Индија, Кина, Бутан и Непал. Отприлике 750 милиона људи живи у подручју река које извиру на Хималајима, а тај број укључује и Бангладеш. Неке од светских највећих река (Ганг, Инд, Брамапутра, Јангцекјанг, Меконг, Салуен, Црвена река, Сјуенђанг, Чао Праја, Иравади, Аму Дарја, Сир Дарја, Тарим и Жута река), извиру на Хималајима, а комбинација њихових сливова напаја око 600 милиона људи. Хималаји имају дубок утицај на климу региона. Они помажући у задржавању монсунске кише на индијској равници и ограничавају падавине на тибетанској висоравни. Хималаји су на фундаменталан начин обликовали културе Индијског потконтинента; многи хималајски врхови су свети у хиндуизму и будизму.

## Име
Име венца је изведено из санскритске речи Himā-laya (हिमालय, „пребивалиште снега”), од himá (हिम, „снег”) и ā-laya (आलय, „прибежиште, станиште”). У данашње време је распрострањен назив „Хималајске планине”, што се обично скраћује у „Хималаји”. Некад се користила реч у једнини „Хималаја”. Исто тако је назив некад био транскрибован као „Himmaleh”, као што је случај са поезијом Емили Дикинсон и есејима Хенрија Дејвида Тороа.
Ове планине су познате као Himālaya у непалском и хинди језику (у оба се записује као हिमालय), Himalaya (ཧི་མ་ལ་ཡ་) или 'земља снега' (གངས་ཅན་ལྗོངས་) у тибетанском, Hamaleh планински ланац (سلسلہ کوہ ہمالیہ) у урду и Ximalaya планински ланац (т 喜馬拉雅山脈, > Xǐmǎlāyǎ Shānmài) у кинеском.

## Географија
Хималаји се протежу око 2400 km, од Нанга Парбата у Пакистану на западу до Намче Барва на истоку. Ширина Хималаја је између 250 и 300 km. Венац Хималаја састоји се од три паралелна венца, који се разликују по висини и геолошкој старости. Најмлађи је Подхималајски венац са висином од око 1200 m. Венац се састоји од ерозионог материјала са Хималаја. Паралелно са тим ланцем је ланац Нижи Хималаји који има висину између 2.000 и 5.000 m. Најсевернији ланац се назива Велики Хималаји и најстарији је од три ланца. Висина му је већа од 6.000 m и ту се налазе многи највиши врхови света, укључујући и три највећа Монт Еверест, К2 и Канченџунга. Већина Непала и Бутана лежи на Хималајима. На Хималајима лежи и већина од индијских држава Џаму и Кашмир, Химачал Прадеш, Утаранчал, Сиким и Аруначал Прадеш, као и пакистанска држава Балтистан. Мали делови Тибета леже на Хималајима. По дефиницији Тибетске висоравни по дефиницији није на Хималајима.

## Порекло и раст
Хималаји спадају међу најмлађе планинске ланце на свету. Према модерној теорији тектонике плоча, стварање Хималаја је резултат судара континената или орогеније дуж границе између индо-аустралијске плоче и еуразијске плоче. Судар је започео у горњој креди пре око 70 милиона година, када се индо-аустралијска плоча покретала ка северу брзином од 15 cm годишње и сударила се са еуроазијском плочом. До пре 50 милиона година покретна индо-аустразијска плоча затворила је океан Тетис, чије постојање је било одређено седиментним стенама на океанском дну и вулканима на његовом рубу. Пошто су ти седименти били лагани, они су се набрали у планински ланац. Индо-аустралијска плоча је наставила да се покреће хоризонтално испод тибетске висоравни и те силе су гурале висораван увис. Као резултат тога судара створена је висораван Аракан Јома у Мјанмару и андамани и Никобари.
Индо-аустралијска плоча се још увек креће брзином 67 mm годишње. То доводи до раста Хималаја од 6mm годишње. Покрети индијске плоче чине ово подручје сеизмички активним.

## Геологија
Геолошки гледано овај планински венац је један од најмлађих планинских венаца на планети и састоји се углавном од подигнутих седиментарних и метаморфних стена. Према модерној теорији тектонике плоча, његово формирање је резултат континенталне колизије или орогенезе дуж конвергентне границе између Индо-аустралијске плоче и Евроазијске плоче. Аракан Јома висораван у Мјанмару и Андамани и Никобари острва у Бенгалском заливу су исто тако формирани услед ове колизије.
Током периода горње креде, пре око 70 милиона година, Индо-аустралијска плоча се крећући се ка северу (она се касније раздвојила у Индијску плочу и Аустралијску плочу) померала за око 15 cm годишње. Пре око 50 милиона година ова Индо-аустралијска плоча је својим брзим померањем комплетно затворила океан Тетис, чије постојање је утврђено на бази седиментарних стена наталожених на океанско дно и вулкана који су опасивали његове ивице. Пошто су се ове плоче састојале од континенталне коре мале густине, дошло је до навлачења и наборања у планинске ланце уместо субдуктирања мантла дуж океанских жлебова. Једна често цитирана чињеница која се користи за илустровање овог процеса је да се врх Евереста састоји од морског кречњака из тог древног океана.
У данашње време, Индијска плоча и даље наставља да се хоризонтално креће у Тибетански плато, што присиљава плато да се подиже. Индијска плоча се још увек креће око 67 mm годишње, и током следећих 10 милиона година она ће прећи око 1.500 km у Азију. Око 20  mm годишње Индијско-Азијске конвергенције бива апсорбовано путем навлачења дуж Хималајског јужног фронта. Исход тога је да се Хималаји подижу за око 5  mm годишње, што их чини геолошки активним. Кретање Индијске плоче у Азијску плочу чини овај регион сеизмолошки активним, те долази до земљотреса с времена на време.
Током задњег леденог доба, постојао је повезани ледени ток глечера између Канченџунга на истоку и Нанга Парбата на западу. На западу, глечери су били спојени са мрежом ледених токова у Каракоруму, а на северу они су били спојени са бившим Тибетанским унутрашњим ледом. На југу, изливни глечери су се завршавали испод надморске висине од 1.000—2.000 m (3.300—6.600 ft). Док садашњи долински глечери Хималаја досежу највише 20—32 km (12—20 mi) дужине, неколико глечера главне долине је било 60—112 km (37—70 mi) дуго током леденог доба. Снежна линија ледника (надморска висина где су акумулација и аблација глечера балансирани) је била око 1.400—1.660 m (4.590—5.450 ft) нижа него што је данас. Стога је клима била бар 7,0—8,3 °C (12,6—14,9 °F) хладнија него што је данас.

## Хидрологија
Упркос њихове величине, Хималаји не формирају велику вододелницу, и бројне реке просецају кроз венац, посебно у источном делу венца. Резултат тога је да главни ланац Хималаја није јасно дефинисан, и планински прелази нису толико значајни за пролазак кроз ланац као што је случај и код других планинских подручја.

### Глечери и речни системи
Велики планински венци централне Азије, укључујући Хималаје, садрже трећи највећи депозит леда и снега на Земљи, након Антарктика и Арктика. Хималаји садрже велики број глечера, од којих је посебно познат глечер Сјачен, јер је највећи на свету ван арктичког круга. Неки од најпознатијих глечера су: Ганготри, Јамунотри, Нубра, Биафро, Балторо, Зему и Кумбз. Највиша подручја Хималаја покривена су снегом преко целе године. На Хималајима се налазе извори неколико река, од којих већина формира два поречја.
- Западне реке се комбинују у слив Инда. Сам Инд формира северну и западну границу Хималаја. Он настаје на Тибету на ушћу река Сенге и Гар, и тече северозападно кроз Индију у Пакистан пре него што заокрене југозападно до Арабијског мора. Инд напаја неколико главних притока које дренирају јужне обронке Хималаја, укључујући реке Џелам, Ченаб, Рави, Беас и Сатлеџ, пет река Панџаба.
- Већина других хималајских река отиче Ганг-Брамапутра сливом. Главне реке су Ганг, Брамапутра и Јамуна, а постоји и мноштво других притока. Ганг извире као Багирати на глечеру Ганготри и тече југоисточно кроз низије северне Индије. Највеће притоке су Алакнанда и Јамуна. Брамапутра извире као Цангпо на западном Тибету, тече источно кроз тибет и западно кроз низије Асама. Ганг и Брамапутра срећу се у Бангладешу и утичу у Бенгалски залив стварајући највећу речну делту на свету, Сундарбансу.[20]

Већина источних река припада сливу Иравадија, који извире на источном Тибету и тече кроз Мјанмар у Андаманско море.
Салвин, Меконг, Јангцекјанг и Хуангхо потичу из делова Тибета, који географски не припада Хималајима. Задњих година научници примећују повећање брзине повлачења глечера, као резултат глобалне промене климе. Тај ефекат има потенцијалну могућност да буде катастрофалан за стотине хиљада људи који током сухе сезоне зависе о рекама, које потичу са глечера.

### Језера
На Хималајима се налазе стотине језера. Већина језера су на висинама мањим од 5.000 m. Што је већа висина језера су мања. Највеће језеро је Пангонг Цо, које се налази на граници Индије и кинеског Тибета. Налази се на висини од 4600 m. Широко је 8 km, а дугачко је 134 km. Планинска језера су настала глечерском активношћу.

## Значајни врхови
| Име врха     | Висина (m) | Висина (стопа) |
| ------------ | ---------- | -------------- |
| Монт Еверест | 8.850      | 29.035         |
| K2           | 8.611      | 28.251         |
| Канченџунга  | 8.586      | 28.169         |
| Лоце         | 8.501      | 27.939         |
| Макалу       | 8.463      | 27.765         |
| Чо оју       | 8.201      | 26.906         |
| Даулагири    | 8.167      | 26.764         |
| Манаслу      | 8.163      | 26.758         |
| Нанга Парбат | 8.126      | 26.658         |
| Анапурна     | 8.091      | 26.545         |
| Гашербрум I  | 8.068      | 26.470         |
| Широки врх   | 8.047      | 26.400         |
| Гашербрум II | 8.035      | 26.360         |
| Шишапангма   | 8.027      | 26.289         |
| Гјачунг Канг | 7.922      | 26.089         |
| Нанда Деви   | 7.817      | 25.645         |
| Кабру        | 7.338      | 24.258         |
| Пумори       | 7.161      | 23.494         |